# پیترو لونگی
پیترو لونگی (انگلیسی: Pietro Longhi؛ ۵ نوامبر ۱۷۰۱ – ۸ مهٔ ۱۷۸۵) نقاش اهل جمهوری ونیز بود.